# Acrocinus longimanus
Genre
Espèce
Acrocinus longimanus, couramment appelé arlequin de Cayenne, est une espèce d’insectes coléoptères de la famille des Cerambycidae, de la sous-famille des Lamiinae, de la tribu des Acrocinini. 

## Description
Les pattes avant sont plus grandes que son corps (d'où son nom longimanus, litt. grande main) chez le mâle. 
Corps noir et antennes noires ayant la base de leurs articles gris cendré. La tête et le corselet veloutés ayant plusieurs lignes obliques rouges et grises élylres veloutées noires avec des bandes et des taches irréguliéres rouges et grises leurs angles numéraux armés d'une épine noire très aiguë et leur partie antérieure couverte de gros points enfoncés très profonds pattes noires les cuisses ayant un anneau rouge avant l'extrémité. Les jambes antérieures noies armées en dessous de fortes épines.[incompréhensible]

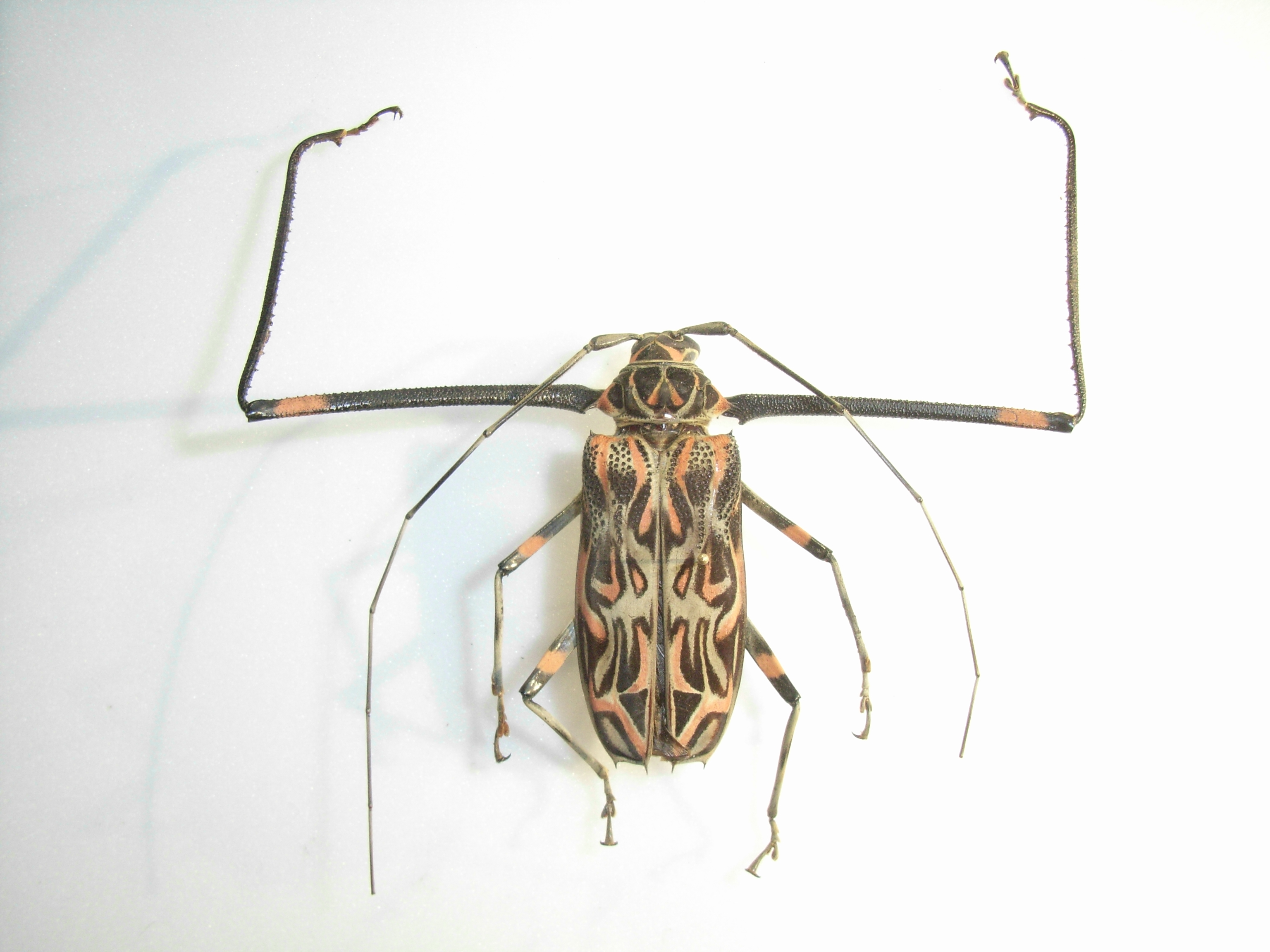
Male
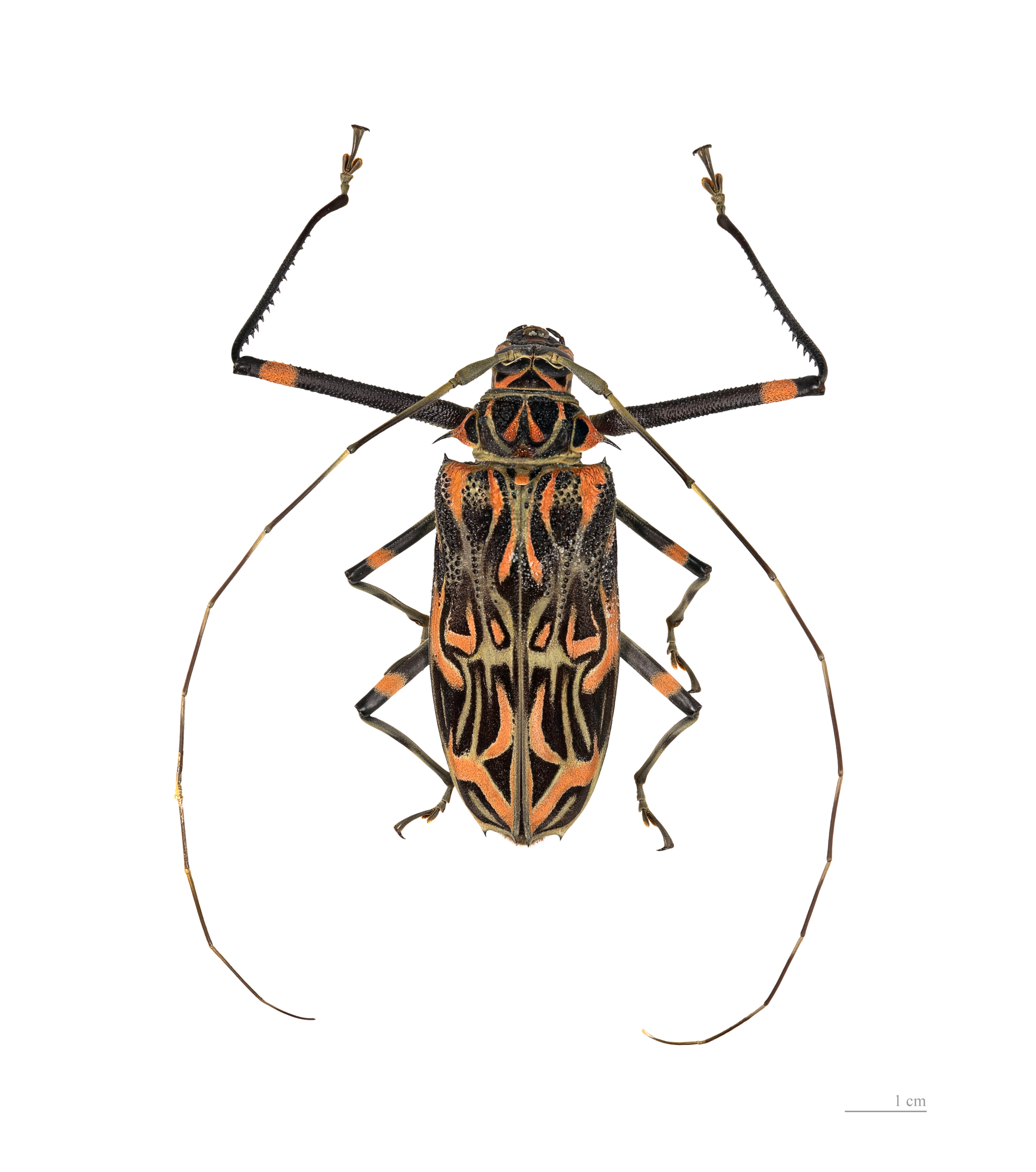
Femelle - Muséum de Toulouse
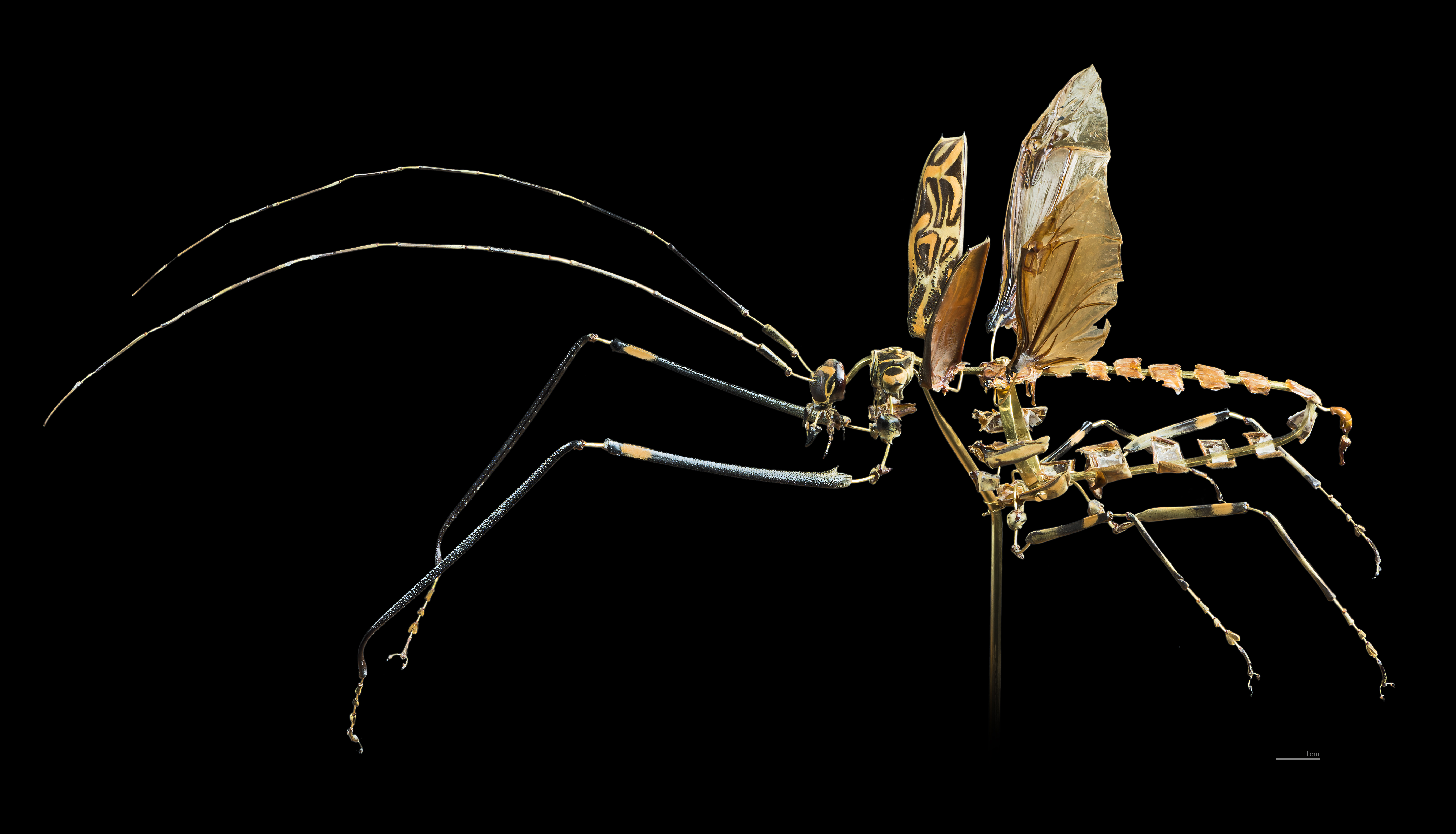
Mâle - Montage à la Beauchêne

## Caractéristiques et habitudes
- Ces coléoptères sont arboricoles. Les larves vivent exclusivement dans des troncs et se nourrissent du bois d'arbres à latex tombés, appartenant aux familles des Moraceae (ex : Ficus, Brosimum, Bagassa guianensis) et des Apocynaceae (ex: Couma guianensis). Elles se développent entre 4 et 12 mois. Les femelles pondent leurs œufs dans l'écorce de ces arbres.

Les insectes adultes peuvent atteindre de grandes dimensions et il est fréquent de trouver des individus de plus de 7 cm de long.

## Répartition
On le trouve sur le continent américain  notamment dans les forêts tropicales : Belize, Bolivie, Brésil, Colombie, Costa Rica, Équateur, El Salvador, Guyana, Guyane, Guatemala, Honduras, Mexique, Nicaragua, Panama, Paraguay, Pérou, Suriname, Venezuela.

## Systématique
- Le genre, monotypique, a été décrit par l'entomologiste allemand Johann Karl Wilhelm Illiger en 1806.
- L'espèce a été décrite par l'entomologiste suédois Carl von Linné en 1758, sous le nom initial de Cerambyx longimanus[3].

### Synonymie
pour le genre 
- Macropus (Thunberg, 1805)

pour l'espèce 
- Cerambyx longimanus (Linnaeus, 1758) Protonyme
- Lamia longimana (Linnaeus) Gronov, 1763
- Prionus longimanus (Linnaeus) Fabricius, 1775
- Macropus longimanus (Linnaeus) Thunberg, 1805
- Acrocinus pictus Leach, 1815
- Macropus pictus Leach, 1815